# Strumaria salteri
Strumaria salteri là một loài thực vật có hoa trong họ Amaryllidaceae. Loài này được W.F.Barker miêu tả khoa học đầu tiên năm 1944.